# Ljubičevac (Stragari)
Ljubičevac (em cirílico: Љубичевац) é uma vila da Sérvia localizada no município de Stragari, pertencente ao distrito de Šumadija, na região de Šumadija. A sua população era de 43 habitantes segundo o censo de 2011.

## Demografia
| 1948 | 1953 | 1961 | 1971 | 1981 | 1991 | 2002 | 2011 |
| ---- | ---- | ---- | ---- | ---- | ---- | ---- | ---- |
| 566  | 532  | 460  | 325  | 205  | 122  | 83   | 43   |